# 三笠市民生活協同組合
三笠市民生活協同組合（みかさしみんせいかつきょうどうくみあい）は、北海道三笠市内で店舗等を展開していた生活協同組合の組織。元々、炭鉱の職域生協の位置づけであったが、市内の生協（弥生生活協同組合を除く全ての生協）が合併し、三笠市内を網羅する店舗網を築き上げ、一大地域生協組織となった。
2003年（平成15年）6月に自己破産した。

## 沿革
- 2003年（平成15年）6月 自己破産、閉店セールを実施
- 2003年（平成15年）12月 地元商店による年末年始の臨時営業を行う。
- 2004年（平成16年）12月 競売の結果、いわみざわ農業協同組合が旧三笠店店舗を取得した。

## 店舗・事業
- 主要店舗
  - 三笠店（2005年（平成17年）9月にいわみざわ農業協同組合がAコープを開店[2]）
  - 唐松店（地元商店が食料品等を追加取扱い対応中）
  - 幾春別店（道路拡張された旧駅側に2005年（平成17年）9月7日にコンビニエンスストアセラーズ幾春別店が開店[2]）
  - 榊店（閉店。屋根陥没に伴い解体）
  - 宮本店（閉店。地元石材業者に売却）
  - 美園店（閉店。建物現存）
  - 柏店（閉店。解体）
  - 金谷店（閉店。解体）
  - 住吉店（閉店後、解体）
  - 春光店（唐松店と統合）
  - 清住店（閉店後、美園店開店）
  - 三笠市役所内売店（自己破産時まで営業）
- 家具店舗・本部
  - 家具センター（元ボウリング場を活用。本部機能を三笠店に移転後閉鎖。建物現存）
- 移動店舗
  - 移動販売車レインボー号
- 美容室
  - 三笠美容室（自己破産時まで営業。）
  - 唐松美容室（自己破産時まで営業。）
  - 幾春別高田美容室（自己破産後は三笠市民生協の看板を外して営業中。）
  - 幌内美容室
- 生協活動
  - せいきょう文化センター（三笠美容室）
- 事業等
  - 共同購入
  - 班活動
  - 共済事業取扱
  - 組合員買物無料配達（三笠市内・岩見沢市内）
- 生協委託店
  - 三笠市内外に、クリーニング、葬儀、スポーツ用品、衣料品等を取り扱う小売店を指定。利用割戻の対象とした。